# 拉贝尔热芒
拉贝尔热芒（法語：L'Abergement，法語發音：[labɛʁʒəmɑ̃]）是瑞士联邦西部法语区的沃州下设的一个镇。在行政上属于沃州北汝拉区管辖。拉贝尔热芒的总面积为5.78平方公里。截至2010年底，总人口为248。